# Giorgio Aiazzone
Giorgio Aiazzone (Tollegno, 3 aprile 1947 – Sartirana Lomellina, 6 luglio 1986) è stato un imprenditore e personaggio televisivo italiano, fondatore dell'omonima impresa.
Imprenditore di successo in Italia nel settore dell'arredamento, ottenne una vasta popolarità negli anni ottanta grazie alle emergenti emittenti televisive locali nate in quell'epoca, sulle quali promuoveva la sua azienda andando personalmente in video e sfruttando degli slogan semplici ed efficaci, rimasti nell'immaginario collettivo degli italiani anche in seguito alla sua morte. Venne considerato uno dei pionieri delle televendite e dell'utilizzo della televisione per scopi pubblicitari.
La salma dell'imprenditore è sepolta al cimitero monumentale del Santuario di Oropa in una cappella progettata dall'architetto Giulio Carpano. Sulla divisione dell'eredità del defunto imprenditore si trascinò per anni una controversia giudiziaria, che vide impegnata la figlia Marcella.

## Biografia

### Origini e formazione
Giorgio Aiazzone nasce a Tollegno Bivio il 3 aprile 1947. Suo padre, Mario Giuseppe, era un artigiano attivo nella produzione di mobili in legno. Dopo avere conseguito il diploma di geometra Giorgio inizia ad occuparsi della promozione dei prodotti dell'impresa familiare presso i punti vendita della provincia di Biella. Dal matrimonio con Rosella Piana (1951-2002; anche lei di origini biellesi e figlia di un industriale della zona) ebbe tre figli.

### L'attività imprenditoriale e la collaborazione con "Telebiella"
Negli anni settanta Aiazzone continua a lavorare nel campo della produzione di mobili e vede la propria impresa crescere rapidamente e caratterizzarsi rispetto ai concorrenti per un massiccio uso della pubblicità televisiva. Da una dimensione locale, incentrata in particolare sulla collaborazione con Telebiella, la promozione televisiva dei prodotti aziendali si estende prima ad altre emittenti locali dell'Italia settentrionale e in seguito a tutto il paese.
Il successo dell'operazione era basato sull'efficacia degli slogan, su un'attenta scelta dei testimonial (spesso curata personalmente dallo stesso Aiazzone) e su formule di acquisto innovative quali il regalo senza obbligo di acquisto (veniva ad esempio regalato un orologio da polso senza l'obbligo di acquistare i mobili proposti) o l'ospitalità a cena presso gli architetti dell'azienda ("sarete graditi ospiti degli architetti a Biella").
A partire dal 1983 si consolida la collaborazione con Guido Angeli che, oltre a registrare numerosi spot e a condurre quotidianamente aste televisive e televendite per il mobilificio, cura anche il look di Giorgio Aiazzone. L'attività del mobilificio si amplia e Aiazzone stringe vari accordi con alcune emittenti televisive locali. Nel frattempo vengono aperti grandi punti vendita (Città del Mobile) in molte località italiane e il fatturato cresce fino a raggiungere i 60 miliardi di lire.

### L'incidente aereo e la morte

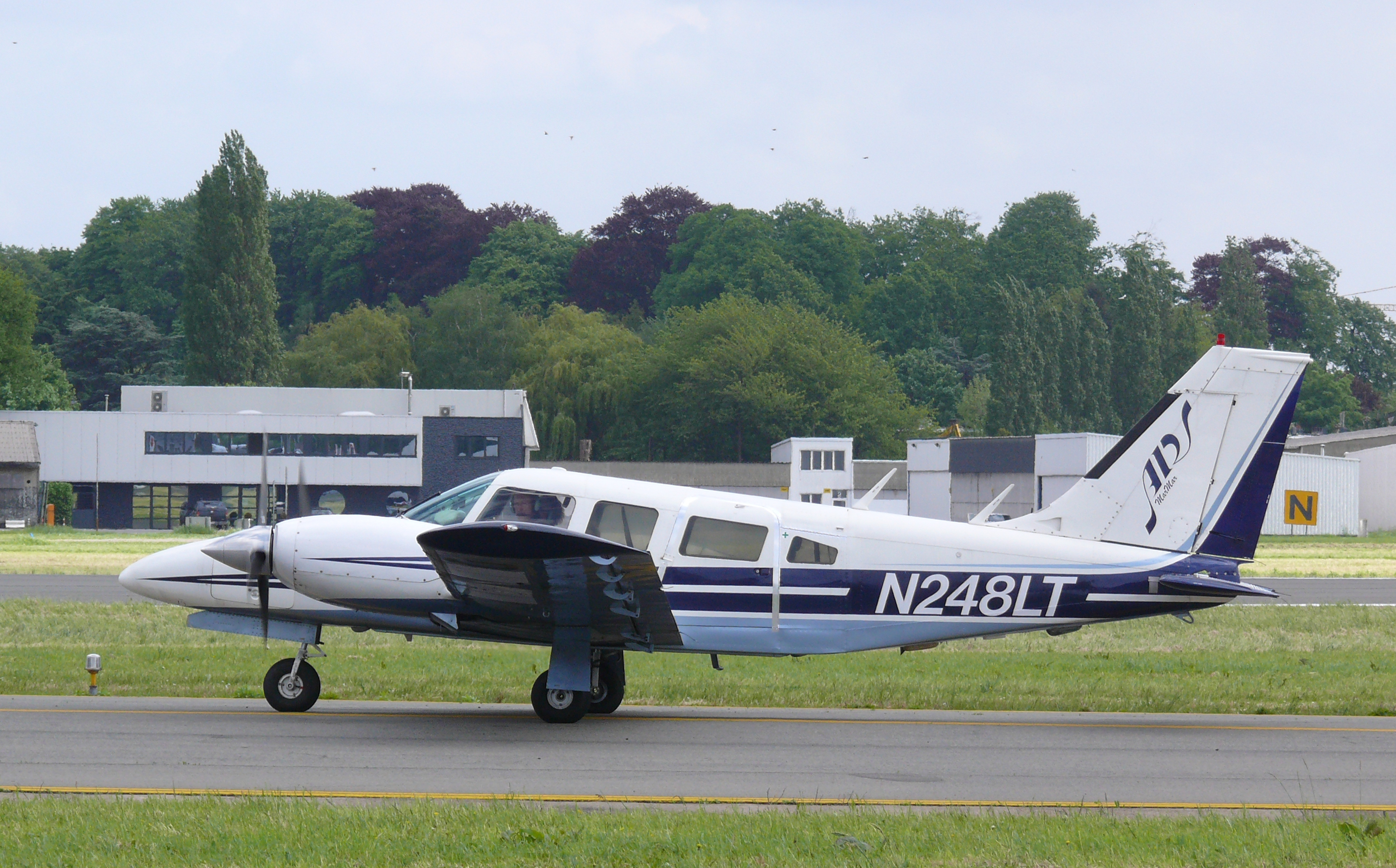
Un velivolo Piper PA-34-200T Seneca II, analogo al modello coinvolto nell'incidente di Aiazzone

Tra le passioni dell'imprenditore c'era quella per il volo, che si traduceva spesso in rapidi viaggi in compagnia di amici e familiari su aerei leggeri noleggiati per l'occasione. Il 6 luglio 1986, al ritorno a Biella dall'aeroporto di Massa, il Piper PA-34 Seneca II marche I-APAM, noleggiato dall'imprenditore piemontese, decollato pur con previsioni che davano forte maltempo, tenta una deviazione sulla Lomellina, ma perde il contatto radio mentre in zona imperversano forti temporali. Le condizioni meteorologiche proibitive causano la perdita di controllo del velivolo, che precipita avvitandosi su sé stesso nei pressi di Sartirana Lomellina, subendo forti danni strutturali durante la caduta. Aiazzone e l’altra passeggera, Clelia Allegretti, magistrata e amica di famiglia, vengono sbalzati fuori dalla lacerazione della fusoliera e i loro resti saranno ritrovati distanti dal relitto; il corpo senza vita del pilota, Giacomo Ramella Cravaro, sarà ritrovato ancora allacciato alle cinture di sicurezza, in ciò che resta dell’aereo incendiatosi dopo l’impatto su cavi dell’alta tensione.

## Commemorazioni
- Nello stesso anno della sua morte l'emittente Rete A dedicò un paio di trasmissioni all'imprenditore: una condotta da Wanna Marchi in compagnia della figlia Stefania Nobile e l'altra da Guido Angeli, andate in onda rispettivamente il 14 ed il 15 luglio. Le trasmissioni furono giudicate eccessive e vagamente macabre[10] ma ebbero un grande impatto sul pubblico e ciò divenne un caso di studio tra gli esperti di mass media.[11][12] La Marchi tuttavia si scagliò contro l'editore dell'emittente Alberto Peruzzo per averle imposto quel programma, affermando che avrebbe preferito "velare a lutto il televisore per una giornata intera".[12]

- I giornalisti Giancarlo Dotto e Sandro Piccinini nel loro libro Il mucchio selvaggio pubblicato nel 2006 trattarono della trasmissione su Rete A.